# Buíque
Buíque is een gemeente in de Braziliaanse deelstaat Pernambuco. De gemeente telt 53.272 inwoners (schatting 2009).
De gemeente grenst aan Sertânia, Arcoverde, Águas Belas, Itacuruba, Pedra en Tupanatinga.